# UCI ProTour 2005
L'UCI ProTour 2005 fu la prima edizione del nuovo circuito di gare gestito dalla Unione Ciclistica Internazionale. In una certa maniera rimpiazzava la Coppa del mondo, disputata per l'ultima volta nella stagione precedente. Già questa prima edizione vide difficili negoziazioni con gli organizzatori dei grandi giri, Tour de France, Giro d'Italia e Vuelta a España.
La classifica individuale finale fu vinta dall'italiano Danilo Di Luca della Liquigas-Bianchi, mentre la classifica a squadre fu vinta dalla danese CSC.

## Avvenimenti

### Classiche di primavera
Seguendo la sua tradizione, la CSC ebbe un deciso avvio di stagione, con lo statunitense Bobby Julich vincitore della Paris-Nice, grazie ai buoni piazzamenti nel cronoprologo iniziale e nella tappa con arrivo sul Mont Faron. Il velocista italiano Alessandro Petacchi della Fassa Bortolo, giunto in forma alle classiche di inizio stagione, vinse senza problemi la Milano-Sanremo, mentre il belga Tom Boonen della Quick Step-Innergetic si dimostrò dominatore della classiche del pavé, vincendo Giro delle Fiandre e Parigi-Roubaix, che lo portarono in testa provvisoriamente alla classifica individuale del ProTour, permettendogli di indossare la maglia bianca di leader. Petacchi indossò la stessa maglia dal termine della Milano-Sanremo fino alla Parigi-Roubaix, quando passò al belga.
Con il prosieguo delle classiche gare di primavera, lo specialista Paolo Bettini (Quick Step) fu continuamente bloccato dagli infortuni, mentre il connazionale Danilo Di Luca (Liquigas-Bianchi) trovò la forma migliore che gli permise di vincere la Vuelta al País Vasco e successivamente sia la Freccia Vallone sia l'Amstel Gold Race, mentre nella seguente Liegi-Bastogne-Liegi ad imporsi fu il kazako Aleksandr Vinokurov (T-Mobile Team). Di Luca ottenne comunque, già con la vittoria all'Amstel, i punti necessari per passare in testa alla classifica individuale.

### Grandi giri
Di Luca incrementò la leadership della classifica individuale vincendo una tappa e terminando al quarto posto il Giro d'Italia, mentre fu Paolo Savoldelli della Discovery Channel ad aggiudicarsi la corsa a Milano.
Il Tour de France vide ancora la vittoria di Lance Armstrong, che estese il suo record di vittorie consecutive a sette. La T-Mobile, che si presentava con Jan Ullrich, Andreas Klöden e Vinokurov per contrastare il texano, fallì nel tentativo, mentre l'italiano Ivan Basso si dimostrò il maggiore contendente, anche se non riuscì mai a impensierire Armstrong.
La Vuelta vide una lotta serrata tra Denis Men'šov e Roberto Heras, appoggiato da una forte Liberty Seguros-Würth, con il russo a resistere agli attacchi dello spagnolo, vincitore al termine della corsa. Due mesi dopo la fine della corsa, fu resa nota la positività dell'urina di Heras all'EPO. Heras fu squalificato e i suoi risultati cancellati, quindi a Men'šov fu assegnata la vittoria. Nel dicembre del 2012 la Corte Suprema spagnola annullò la squalifica del ciclista spagnolo, riassegnandogli di fatto la vittoria della Vuelta del 2005.

### Campionati del mondo
Il belga Tom Boonen, con l'appoggio della sua nazionale, riuscì a vincere la prova in linea dei Campionati del mondo di Madrid. Petacchi, nonostante fosse il favorito, soffrì il freddo e non riuscì a rimanere nel gruppo al momento dell'ultima ascesa prima del traguardo. Valverde, capitano della squadra spagnola dopo l'infortunio di Óscar Freire, superò i suoi stessi acciacchi e terminò secondo.

### Classiche autunnali
Erik Zabel, che dopo non essere stato selezionato per il Tour decise di passare alla nuova Milram con Petacchi, lasciò la T-Mobile con la vittoria della Parigi-Tours. Paolo Bettini dominò invece le due ultime classiche del calendario, Meisterschaft von Zürich e la "classica delle foglie morte", Giro di Lombardia, in una volata a tre con Gilberto Simoni e Fränk Schleck.

## Partecipanti
Venti squadre vi parteciparono, rappresentanti nove diversi paesi.
- Belgio

Davitamon-Lotto
Quick Step-Innergetic
- Danimarca

Team CSC
- Francia

Bouygues Télécom
Cofidis, le Crédit par Téléphone
Crédit Agricole
Française des Jeux
- Germania

Gerolsteiner
T-Mobile Team
- Italia

Domina Vacanze
Fassa Bortolo
Lampre-Caffita
Liquigas-Bianchi
- Paesi Bassi

Rabobank
- Spagna

Euskaltel-Euskadi
Illes Balears-Caisse d'Epargne
Liberty Seguros-Würth
Saunier Duval-Prodir
- Svizzera

Phonak Hearing Systems
- Stati Uniti

Discovery Channel

## Calendario
| Corsa | Data                   | Gara                                | Vincitore           | Squadra                | Leader della Cl. mondiale |
| ----- | ---------------------- | ----------------------------------- | ------------------- | ---------------------- | ------------------------- |
| 1     | 6-13 marzo             | Paris-Nice (2005)                   | Bobby Julich        | Team CSC               | Bobby Julich              |
| 2     | 9-15 marzo             | Tirreno-Adriatico (2005)            | Óscar Freire        | Rabobank               | Óscar Freire              |
| 3     | 19 marzo               | Milano-Sanremo (2005)               | Alessandro Petacchi | Fassa Bortolo          | Alessandro Petacchi       |
| 4     | 3 aprile               | Giro delle Fiandre (2005)           | Tom Boonen          | Quick Step-Innergetic  | Alessandro Petacchi       |
| 5     | 4-8 aprile             | Vuelta al País Vasco (2005)         | Danilo Di Luca      | Liquigas-Bianchi       | Alessandro Petacchi       |
| 6     | 6 aprile               | Gand-Wevelgem (2005)                | Nico Mattan         | Davitamon-Lotto        | Alessandro Petacchi       |
| 7     | 10 aprile              | Parigi-Roubaix (2005)               | Tom Boonen          | Quick Step-Innergetic  | Tom Boonen                |
| 8     | 17 aprile              | Amstel Gold Race (2005)             | Danilo Di Luca      | Liquigas-Bianchi       | Danilo Di Luca            |
| 9     | 20 aprile              | Freccia Vallone (2005)              | Danilo Di Luca      | Liquigas-Bianchi       | Danilo Di Luca            |
| 10    | 24 aprile              | Liegi-Bastogne-Liegi (2005)         | Aleksandr Vinokurov | T-Mobile Team          | Danilo Di Luca            |
| 11    | 26 aprile-1º maggio    | Tour de Romandie (2005)             | Santiago Botero     | Phonak Hearing Systems | Danilo Di Luca            |
| 12    | 16-22 maggio           | Volta Ciclista a Catalunya (2005)   | Jaroslav Popovyč    | Discovery Channel      | Danilo Di Luca            |
| 13    | 7-29 maggio            | Giro d'Italia (2005)                | Paolo Savoldelli    | Discovery Channel      | Danilo Di Luca            |
| 14    | 5-12 giugno            | Critérium du Dauphiné Libéré (2005) | Iñigo Landaluze     | Euskaltel-Euskadi      | Danilo Di Luca            |
| 15    | 11-19 giugno           | Tour de Suisse (2005)               | Aitor González      | Euskaltel-Euskadi      | Danilo Di Luca            |
| 16    | 19 giugno              | Eindhoven Team Time Trial (2005)    | Gerolsteiner        | Gerolsteiner           | Danilo Di Luca            |
| 17    | 2-24 luglio            | Tour de France (2005)               | Lance Armstrong     | Discovery Channel      | Danilo Di Luca            |
| 18    | 31 luglio              | HEW Cyclassics (2005)               | Filippo Pozzato     | Quick Step-Innergetic  | Danilo Di Luca            |
| 19    | 3-10 agosto            | Eneco Tour (2005)                   | Bobby Julich        | Team CSC               | Danilo Di Luca            |
| 20    | 13 agosto              | Clásica San Sebastián (2005)        | Constantino Zaballa | Saunier Duval-Prodir   | Danilo Di Luca            |
| 21    | 15-23 agosto           | Deutschland Tour (2005)             | Levi Leipheimer     | Gerolsteiner           | Danilo Di Luca            |
| 22    | 28 agosto              | Grand Prix de Ouest-France (2005)   | George Hincapie     | Discovery Channel      | Danilo Di Luca            |
| 23    | 27 agosto-18 settembre | Vuelta a España (2005)              | Roberto Heras       | Liberty Seguros        | Danilo Di Luca            |
| 24    | 12-18 settembre        | Tour de Pologne (2005)              | Kim Kirchen         | Fassa Bortolo          | Danilo Di Luca            |
| 25    | 25 settembre           | Campionati del mondo (2005)         | Tom Boonen          | Quick Step-Innergetic  | Danilo Di Luca            |
| 26    | 2 ottobre              | Meisterschaft von Zürich (2005)     | Paolo Bettini       | Quick Step-Innergetic  | Danilo Di Luca            |
| 27    | 9 ottobre              | Parigi-Tours (2005)                 | Erik Zabel          | T-Mobile Team          | Danilo Di Luca            |
| 28    | 15 ottobre             | Giro di Lombardia (2005)            | Paolo Bettini       | Quick Step-Innergetic  | Danilo Di Luca            |

## Eventi e punteggi
| Pos.            | Categoria 1 Tour de France | Categoria 2 Giro d'Italia Vuelta a España | Categoria 3 Classiche Monumento Altre corse | Categoria 4 Altre corse di un giorno | Campionati del mondo |
| --------------- | -------------------------- | ----------------------------------------- | ------------------------------------------- | ------------------------------------ | -------------------- |
| 1°              | 100                        | 85                                        | 50                                          | 40                                   | 50                   |
| 2°              | 75                         | 65                                        | 40                                          | 30                                   | 40                   |
| 3°              | 60                         | 50                                        | 35                                          | 25                                   | 35                   |
| 4°              | 55                         | 45                                        | 30                                          | 20                                   |                      |
| 5°              | 50                         | 40                                        | 25                                          | 15                                   |                      |
| 6°              | 45                         | 35                                        | 20                                          | 11                                   |                      |
| 7°              | 40                         | 30                                        | 15                                          | 7                                    |                      |
| 8°              | 35                         | 26                                        | 10                                          | 5                                    |                      |
| 9°              | 30                         | 22                                        | 5                                           | 3                                    |                      |
| 10°             | 25                         | 19                                        | 1                                           | 1                                    |                      |
| 11°             | 20                         | 16                                        |                                             |                                      |                      |
| 12°             | 15                         | 13                                        |                                             |                                      |                      |
| 13°             | 12                         | 11                                        |                                             |                                      |                      |
| 14°             | 9                          | 9                                         |                                             |                                      |                      |
| 15°             | 7                          | 7                                         |                                             |                                      |                      |
| 16°             | 5                          | 5                                         |                                             |                                      |                      |
| 17°             | 4                          | 4                                         |                                             |                                      |                      |
| 18°             | 3                          | 3                                         |                                             |                                      |                      |
| 19°             | 2                          | 2                                         |                                             |                                      |                      |
| 20°             | 1                          | 1                                         |                                             |                                      |                      |
| Punti per tappa |                            |                                           |                                             |                                      |                      |
| 1°              | 3                          | 3                                         | 1                                           |                                      |                      |
| 2°              | 2                          | 2                                         |                                             |                                      |                      |
| 3°              | 1                          | 1                                         |                                             |                                      |                      |

Classifica a squadre
La vincitrice della classifica a squadre prendeva 20 punti, la seconda 19, la terza 18, etc. Le squadre ammesse alle corse tramite l'assegnazione delle wildcard non ricevevano punti, ma non venivano nemmeno sostituite nell'assegnazione dei punti da squadre ProTour. Ad esempio, nella Vuelta nessuna squadra ricevette 20 punti in quanto la classifica a squadre venne vinta dalla Comunidad Valenciana.

## Classifiche
Aggiornate al 18 ottobre 2010.
| Pos. | Corridore           | Squadra       | Punti |
| ---- | ------------------- | ------------- | ----- |
| 1    | Danilo Di Luca      | Liquigas      | 229   |
| 2    | Tom Boonen          | Quick Step    | 171   |
| 3    | Davide Rebellin     | Gerolsteiner  | 151   |
| 4    | Jan Ullrich         | T-Mobile      | 140   |
| 5    | Lance Armstrong     | Discovery Ch. | 139   |
| 6    | Aleksandr Vinokurov | T-Mobile      | 136   |
| 7    | Levi Leipheimer     | Gerolsteiner  | 131   |
| 8    | Paolo Bettini       | Quick Step    | 130   |
| 9    | Bobby Julich        | Team CSC      | 130   |
| 10   | George Hincapie     | Discovery Ch. | 129   |

| Pos. | Squadra                        | Punti |
| ---- | ------------------------------ | ----- |
| 1    | Team CSC                       | 390   |
| 2    | Phonak Hearing Systems         | 353   |
| 3    | Rabobank                       | 349   |
| 4    | Davitamon-Lotto                | 322   |
| 5    | Liberty Seguros-Würth Team     | 320   |
| 6    | Gerolsteiner                   | 303   |
| 7    | Saunier Duval-Prodir           | 293   |
| 8    | Discovery Channel              | 274   |
| 9    | Crédit Agricole                | 264   |
| 10   | Illes Balears-Caisse d'Epargne | 262   |

| Pos. | Nazione     | Punti |
| ---- | ----------- | ----- |
| 1    | Italia      | 749   |
| 2    | Stati Uniti | 559   |
| 3    | Spagna      | 459   |
| 4    | Germania    | 405   |
| 5    | Australia   | 307   |
| 6    | Belgio      | 304   |
| 7    | Paesi Bassi | 280   |
| 8    | Lussemburgo | 191   |
| 9    | Francia     | 163   |
| 10   | Russia      | 153   |